# Neodorcadion laqueatum
Neodorcadion laqueatum är en skalbaggsart som först beskrevs av Joseph Waltl 1838.  Neodorcadion laqueatum ingår i släktet Neodorcadion och familjen långhorningar. Inga underarter finns listade i Catalogue of Life.